# T77/78次列车 (2006-2007年)
T77/78次列车是中国铁路运行于山东省青岛市至首都北京市之间的一对已停止运行的特快列车，自2006年5月1日起开行，由济南铁路局青岛客运段直达车队负责客运任务，是在中国铁路第五次大提速之后，北京与青岛之间开行的3对特快列车中的一对。

## 历史
T77/78次列车原为北京西至汉口特快列车所使用的车次，自1998年10月1日中国铁路第二次大提速起开行，由原郑州铁路局武汉客运段负责客运任务，经由京广铁路运行。2004年4月18日，中国铁路在实施第五次大提速后，首次开行直达特快列车，其中北京西至汉口的T77/78次升级为直达特快列车，车次改成Z77/78次，原车次得以留空。
自2004年中国铁路第五次大提速至2006年初，往来于北京至青岛之间的始发终到的旅客列车已有T25/26次列车和T195/196次列车两对特快列车，深受青岛市民青睐，也经常一票难求。为此在2006年5月1日，济南铁路局青岛客运段以T77/78次列车开行了北京至青岛间的第三对特快列车，是济南铁路局第一趟使用25T型客车的列车，沿京沪铁路、胶济铁路运行。列车的开行，极大程度的缓解了北京至青岛之间的客流紧张情况。列车采用南车青岛四方机车车辆制造的中国铁路25T型客车，共18节编组，其中硬座车6节、硬卧车8节、软卧车2节、高级软卧车1节、餐车1节。列车在中途只在潍坊站进行停车办客，并在德州站技术停车，使得单程时间缩短到了7.5小时。
2007年4月18日中国铁路第六次大提速后，北京至青岛间新增6对动车组列车，T77/78次列车被迫停运，原车次再度留空。2011年1月11日，这对车次在上海南-桂林列车上再度启用。2014年起，由于原K537/538次列车升级为T25/26次列车，T77/78和T25/26这两对曾同时用于京青特快列车的车次被南宁铁路局同时用于其进沪列车上。

## 机车交路
T77/78次列车在胶济铁路、京沪铁路上使用配属于济南铁路局徐州机务段东风11G型柴油机车，机车可直接向列车提供电能，用于列车内空调和水炉等设备需要，因此列车不需要再额外加挂一节空调发电车。
| 车站区段               | 青岛 ↔ 北京                           |
| 本务机车 配属 司机更替 | 东风11G型柴油机车 济局徐段 单司机值乘 |

## 时刻表
| T77次 | T77次 | 停靠站 | T78次 | T78次 |
| 到点  | 开点  | 停靠站 | 到点  | 开点  |
| ----- | ----- | ------ | ----- | ----- |
| —     | 23:36 | 北京   | 21:48 | —     |
| 05:14 | 05:18 | 潍坊   | 15:46 | 15:50 |
| 07:06 | —     | 青岛   | —     | 14:18 |